# Divi Kervella
Divi Kervella (París, 1957) és un escriptor i traductor en bretó, fill de Frañsez Kervella i Ivetig an Dred-Kervella.

## Biografia
Treballa per a l'edició en llengua bretona, i entre d'altres, ha traduït o editat: 
- nombroses obres per infants (la darrera és el Petit Nicolas en bretó, segons Sempé, "Nikolazig e brezhoneg")[1]
- Còmics (és el traductor de les aventures de Tintin, Astèrix, Le Chat i Les Blondes en bretó);
- Obres lexicogràfiques com un Vocabulaire des argots bretons;
- un mètode d'aprenentatge de la llengua bretona (Assimil nova edició en 2005).

També col·labora amb l'Oficina Pública de la Llengua Bretona, i publica regularment articles sobre les banderes a Bretanya a la revista "Al Lumanidig", editada per l'associació bretona de vexil·lologia i d'heràldica "Bannieloù Breizh", de la que n'és president del consell d'administració.

## Publicacions
- Le breton de poche, Langue de base Français - Langue enseignée Breton. Assimil. 2001
- Légendaire celtique. Coop Breizh. Amb Erwan Seure-Le Bihan, 2001
- Le breton, collection "sans peine", Éditions Assimil, 2005 ISBN  2-7005-0328-7
- Parle-moi breton, Éditions Assimil, 2011 ISBN 978-2-7005-0428-6
- Emblèmes et symboles des bretons et des celtes. Coop Breizh. 1998 et 3 autres éditions.
- Geriaoueg luc'hajoù ar brezhoneg, Vocabulaire argotique breton, An Alarc'h Embannadurioù, 2003
- Petit guide des noms de lieux bretons, Coop Breizh, 2007, ISBN 978-2-84346-302-0
- Guide des drapeaux bretons et celtes, (avec Mikael Bodlore-Penlaez) Yoran Embanner,[3] 2008, ISBN 978-2-916579-12-2.
- Atlas de Bretagne / Atlas Breizh, (amb Mikael Bodlore-Penlaez), Coop Breizh, 2011, ISBN 978-2-84346-495-9.
- Nikolazig e brezhoneg, d'après Sempé et Goscinny, Éditions Imav, 2013.